# Copa Estímulo
La Copa Estímulo fue un campeonato oficial organizado por la Asociación Argentina de Fútbol y, por su sucesora, la Asociación Amateurs Argentina de Football, antecesoras de la Asociación del Fútbol Argentino, en 1920 y 1926. En él participaron los equipos de Primera División, que clasificaban divididos en zonas, resueltas en enfrentamientos de todos contra todos, de las que salían los semifinalistas o finalistas que luego se eliminaban de manera directa hasta consagrar al campeón.
Las dos ediciones, de las cuales la de 1920 tuvo un desarrollo irregular, se jugaron en el receso en el que la Selección Argentina disputaba el Campeonato Sudamericano.
Hubo una tercera edición en 1929, que tuvo características particulares, ya que reemplazó al torneo regular, en razón de que el Campeonato de Primera División 1928 se extendió en el tiempo y el Consejo Directivo resolvió la disputa de un torneo especial, menos prolongado, llamado Estímulo, que se jugó con dos secciones clasificatorias y dos finales: una por el tercer puesto, entre los dos segundos, y otra por el título, entre los ganadores de cada una de aquellas. Finalmente, se lo terminó computando como campeonato de Primera División y, a su ganador, se le entregó la Copa Campeonato, ya que fue el único concurso disputado oficialmente durante ese año.

## Palmarés
| Año  | Campeón      | Resultado | Subcampeón |
| ---- | ------------ | --------- | ---------- |
| 1920 | Huracán      | -         | No hubo    |
| 1926 | Boca Juniors | 3 - 1     | Balcarce   |